# Szőnyi Sándor
Szőnyi Sándor, Szpisják 1937-ig (Budapest, 1910. március 5. – Budapest vagy Vác, 1989. január 11.) József Attila-díjas (1957) író, Földi Mihály fia.

## Életútja
Édesanyja sok gyermekes Nógrád megyei zsellérek legidősebb lánya volt, aki 50 éven keresztül dolgozott cselédként. Édesanyja elmondása szerint apja asztalos volt, más források Földi Mihály író törvénytelen fiaként említik. Három éves koráig lelencházban élt, majd 1914-ben parasztcsaládból származó nevelőszülőkhöz került Kistelekre, 1917-től pedig Budapestre. Gyerekkorától fogva dolgozott. Volt csarnoki hordár, üzletekben kifutó, mindenes a bérházakban, kisegítő, női ruhákat árult a Párizsi Áruházban, virágzó mandulafákat őrzött a Gellért-hegyen és évekig versenyszerűen birkózott. Négy polgári osztályt végzett, majd ezt követően iparostanonc-iskolába járt, ahol lakatossegédként szerzett szabadulólevelet. Alkalmi munkákat végzett, majd 1929-től az Athenaeum nyomdában dolgozott, kezdetben betűöntő tanoncként, majd 1948-ig a lap öntödéjében működött mint nyomdászsegéd. 1929-ben bekapcsolódott a nyomdász szakszervezet munkájába. Novelláit, tárcáit a Népszava publikálta. 1940-től 1944-ig a Fasori Evangélikus Gimnázium magántanulója volt, közben katonai szolgálatot is teljesített. 1945 és 1950 között jogot hallgatott a Pázmány Péter Tudományegyetem esti tagozatán, 1950-ben szerezte meg doktori diplomáját. 1953-ban letette az ügyvédi vizsgát. Az ipari munkásság élete szolgáltatta Széthulló világ c. első regényének témáját. 1949–1950-ben a Miniszterelnökség sajtóosztályán dolgozott, valamint a Sport és Testnevelés c. lapnál és a Könnyűipari Minisztériumban. 1951-től a Nyomdaipari Egyesülés munkatársa volt, 1952-ig vállalati ügyész, később pedig jogtanácsos egészen 1973-ban történt nyugdíjazásáig. Utolsó éveit mint mozdulni nem tudó rokkant élte le, műveit tollba mondta. Regényeiben, novelláiban megjelennek nemzedékének emberi és társadalmi problémái.

## Művei
- Széthulló világ (regény, Budapest, 1947)
- Megújhodás (regény, 1955)
- Rosszlányok utcájában (novellák, 1957)
- Álarcos istenek (regény, Budapest, 1960)
- Farsang októberben (kisregények, elbeszélések, Budapest, 1963)
- Ködös reggelek (regény, Budapest, 1968)
- Betontető (elbeszélés, Budapest, 1970)
- Kakas a villamoson (elbeszélés, Budapest, 1975)
- A hatodik földrész (regény, Budapest, 1977)
- Verőfényes őszutó (három kisregény, Budapest, 1982)
- A kitagadott (életrajzi regény, Budapest, 1984)